# Noiron-sous-Gevrey
Noiron-sous-Gevrey è un comune francese di 1 059 abitanti situato nel dipartimento della Côte-d'Or nella regione della Borgogna-Franca Contea.

## Società

### Evoluzione demografica
Abitanti censiti